# Urticaria solaris
Bei der Urticaria solaris handelt es sich um eine akute Reaktion der Haut auf (Sonnen-)Licht. Die Haut reagiert dabei typischerweise mit Quaddelbildung, Rötung und Juckreiz. Synonym verwendete Begriffe sind Urticaria photogenica, Sonnenurtikaria,  Sommerurtikaria, photoallergische Urtikaria und Lichturtikaria.

## Ursache
Typisch für die Urticaria solaris ist das kurzfristige (wenige Minuten) Auftreten von Quaddeln nach Sonnenlichtexposition. Auslöser können dabei sowohl das sichtbare Sonnenlicht, als auch UV-A- sowie UV-B-Strahlung sein.

## Symptome
In sonnenexponierten Bereichen der Haut kommt es zu Juckreiz, Rötung und Quaddeln (Nesselsucht). Für diese Reaktion sind Entzündungsstoffe der Mastzellen (u. a. Histamin) verantwortlich.

## Diagnostik
Bei Verdacht auf eine Lichturtikaria wird eine Lichthauttestung durchgeführt. Kleine Areale am Körper werden Licht unterschiedlicher Wellenlänge ausgesetzt, wodurch sowohl die Diagnose grundsätzlich bestätigt, als auch zugleich eine Differenzierung der Einzelformen (Empfindlichkeit auf Licht einer bestimmten Wellenlänge) durchgeführt werden kann.

## Therapie
Therapeutisch werden die Vermeidung von starkem Sonnenlicht und der Einsatz von Sonnenschutzcremes (hoher Lichtschutzfaktor notwendig) empfohlen. In Einzelfällen kann auch durch eine kontrollierte Bestrahlung mit Licht in der entsprechenden Wellenlänge und in aufsteigender Menge bewirkt werden, dass die Betroffenen sich wieder länger dem Sonnenlicht aussetzen können (Toleranzsteigerung). Kurzfristig kann symptomatisch der Einsatz von Corticoiden notwendig werden.